# Egbert Mannlicher
Egbert Mannlicher (* 21. Februar 1882 in Wien; † 5. Oktober 1973 in Oberalm; vollständiger Name Egbert Friedrich Hermann Clara Mannlicher) war ein österreichischer Verfassungs- und Verwaltungsjurist. Er ist Neffe von Ferdinand Mannlicher.

## Leben und Werk
Egbert Mannlicher entstammte einer österreichischen Beamtenfamilie, deren Stammreihe ununterbrochen bis zum Jahr 1525 zurückzuverfolgen ist. Über viele Generationen lebte sie in Brüx/Böhmen, stellte dort über fünf Generationen den Bürgermeister sowie Postmeister, Zolleinnehmer, Militärverpflegsverwalter und Ratsherren der Stadt. Ein Zusammenhang mit der Augsburger Handelsfamilie Mannlich ist zwar überliefert, aber nicht nachweisbar.

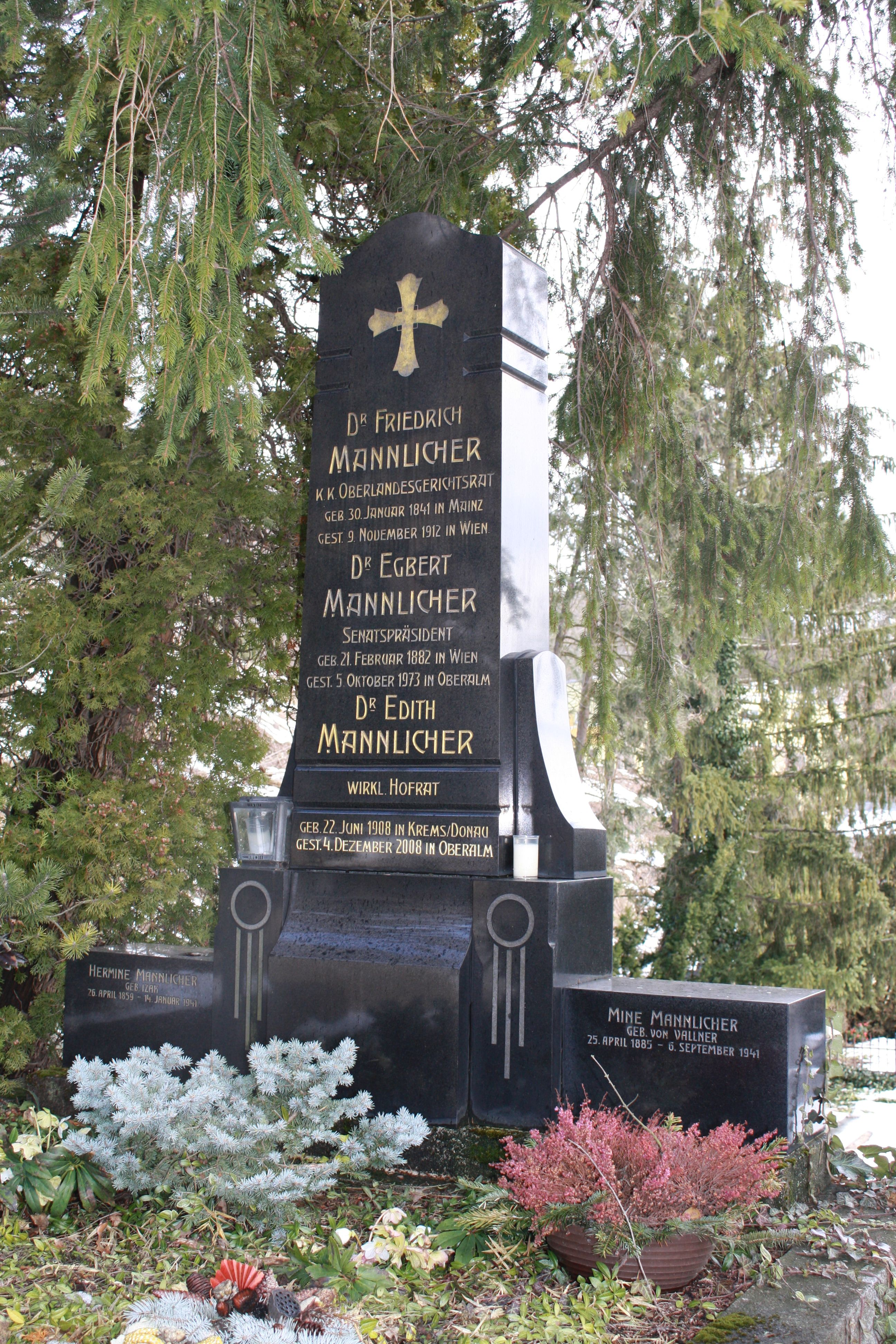
Familiengrab in der Hinterbrühl

Geboren und aufgewachsen in Wien studierte Mannlicher ab 1900 an der Universität Wien und promovierte 1905 zum Dr. jur. Nach verwaltungsrechtlichen Tätigkeiten an verschiedenen k.k. Institutionen war er nach Kriegsende 1918 in der Staatskanzlei tätig. Als Sektionsrat der neu gegründeten Abteilung für Verwaltungsorganisation und Verwaltungsreform arbeitete er maßgeblich die Verwaltungsverfahrensgesetze (1925) aus, welche er bis zu seinem Tode auch kommentierte.
Zudem war er – in Zusammenarbeit unter anderem mit Hans Kelsen und Emmerich Coreth – wesentlich an der Ausarbeitung der Bundesverfassung 1920 und an deren Novellierungen 1925 und 1929 beteiligt.
1930 wurde Mannlicher als Senatspräsident an den Verwaltungsgerichtshof berufen. 1934 wurde er vorzeitig in den Ruhestand versetzt. In der Folgezeit war er in einer Kodifikationskommission im Bundeskanzleramt tätig, bevor er 1938 die Leitung der Verwaltungsakademie Wien, ab 1939 auch der Verwaltungsakademien Linz und Salzburg übernahm. Ab 1939 war er wieder am Verwaltungsgerichtshof – zwischenzeitlich umbenannt in Reichsverwaltungsgericht (Außensenate Wien) – als Senatspräsident tätig; dabei übte er kommissarisch das Amt des Präsidenten der Außensenate Wien aus. 1945 wurde er seines Amtes enthoben.
Nach seiner Internierung von 1946 bis 1947 und der Einstellung der Voruntersuchung 1948 war
Mannlicher von 1949 bis 1971 als Rechtsanwalt in Salzburg tätig.
Seine Tochter Edith Mannlicher (1908–2008) war die erste weibliche Vizedirektorin an den österreichischen wissenschaftlichen Bibliotheken.

## Ehrungen (Auswahl)
- 1916: Ritterkreuz des Franz-Joseph-Ordens
- 1930: Großes Ehrenzeichen für Verdienste um die Republik Österreich
- 1934: Komturkreuz mit dem Stern des österreichischen Verdienstordens
- 1970: Großes Goldenes Ehrenzeichen für Verdienste um die Republik Österreich

## Schriften (Auswahl)
- Egbert Mannlicher, Emmerich Coreth (Hrsg.): Die Gesetze zur Vereinfachung der Verwaltung. Verwaltungsverfahrensgesetze und Verwaltungsentlastungsgesetz. Wien, 1925.
- Egbert Mannlicher: Die österreichische Verwaltungsreform des Jahres 1925. Wien, 1926.
- Egbert Mannlicher, Emmerich Coreth: Das Verwaltungsverfahren. 2. Aufl. Wien, 1927; 3. Aufl. Wien, 1934; 4. Aufl. Wien 1936 und 1941.
- Egbert Mannlicher: Wegweiser durch die Verwaltung unter besonderer Berücksichtigung der Verwaltung im Reichsgau Wien sowie in den Reichsgauen Kärnten, Niederdonau, Oberdonau, Salzburg, Steiermark und Tirol mit Vorarlberg. Berlin / Leipzig / Wien 1942.
- Egbert Mannlicher: Das Verwaltungsverfahren. 5. Aufl. Wien 1951; 6. Aufl. Wien 1953; 7. Aufl. Wien 1964.